# NK Središče ob Dravi
Nogometni klub Središče ob Dravi (tiếng Việt: Câu lạc bộ bóng đá Središče ob Dravi), thường hay gọi NK Središče ob Dravi hoặc đơn giản Središče ob Dravi, là một câu lạc bộ bóng đá Slovenia thi đấu ở thị trấn Središče ob Dravi. Hiện tại đội bóng đang thi đấu ở MNZ Ptuj 1. Class, hạng cao thứ năm của hệ thống giải bóng đá Slovenia. Câu lạc bộ được thành lập năm 1977.

## Danh hiệu
- Giải bóng đá hạng tư quốc gia Slovenia: 1

2001-02
- Giải bóng đá hạng năm quốc gia Slovenia: 1

2010-11, 2011-12
- Giải bóng đá hạng sáu quốc gia Slovenia: 1

2006-07

## Lịch sử giải đấu kể từ năm 1991
| Mùa giải  | Giải vô địch              | Thứ hạng |
| --------- | ------------------------- | -------- |
| 1991-92   | 2. SNL - East             | thứ 14   |
| 1992-93   | 1. Class (cấp độ 4)       | thứ 2    |
| 1993-94   | 1. Class (cấp độ 4)       | thứ 3    |
| 1994-95   | 1. Class (cấp độ 4)       | thứ 5    |
| 1995-96   | 1. Class (cấp độ 4)       | thứ 5    |
| 1996-97   | 1. Class (cấp độ 4)       | thứ 4    |
| 1997-98   | 1. Class (cấp độ 4)       | thứ 7    |
| 1998-99   | 1. Class (cấp độ 4)       | thứ 5    |
| 1999-2000 | 1. Class (cấp độ 4)       | thứ 5    |
| 2000-01   | 1. Class (cấp độ 4)       | thứ 2    |
| 2001-02   | 1. Class (cấp độ 4)       | thứ 1    |
| 2002-03   | 3. SNL - Bắc              | thứ 6    |
| 2003-04   | 3. SNL - Bắc              | thứ 12   |
| 2004-05   | Styrian League (cấp độ 4) | thứ 12   |
| 2005-06   | 1. Class (cấp độ 5)       | thứ 12   |
| 2006-07   | 2. Class (cấp độ 6)       | thứ 1    |
| 2007-08   | 1. Class (cấp độ 5)       | thứ 7    |
| 2008-09   | 1. Class (cấp độ 5)       | thứ 9    |
| 2009-10   | 1. Class (cấp độ 5)       | thứ 10   |
| 2010-11   | 1. Class (cấp độ 5)       | thứ 1    |
| 2011-12   | 1. Class (cấp độ 5)       | thứ 1    |
| 2012-13   | Super League (cấp độ 4)   | thứ 5    |
| 2013-14   | Super League (cấp độ 4)   | thứ 5    |
| 2014-15   | Super League (cấp độ 4)   | thứ 5    |
| 2015-16   | Super League (cấp độ 4)   | thứ 8    |
| 2016-17   | Super League (cấp độ 4)   | thứ 8    |
| 2017-18   | Super League (cấp độ 4)   | thứ 10   |
| 2018-19   | 1. Class (cấp độ 5)       | thứ 6    |

1. ↑  Declined promotion.